# Sheila Minor
Sheila D. Minor, también conocida por su nombre de casada Sheila Jones, es una técnico de investigación biológica que trabajó en el Instituto Smithsoniano.

## Carrera
Minor se licenció en ciencias biológicas y trabajó para Clyde Jones en el Servicio de Pesca y Vida Silvestre de los Estados Unidos. Pasó dos años investigando mamíferos de Poplar Island, y presentó este trabajo en la reunión de la American Society of Mammalogists en 1975. Obtuvo una maestría en ciencias ambientales en la Universidad George Mason y trabajó con escuelas K-12 en educación científica.
Minor sirvió en el Smithsonian Women's Council. Tenía una carrera de 35 años en varias oficinas federales, incluida la Agencia de Protección Ambiental, donde era responsable de evaluar declaraciones de impacto ambiental para muchos proyectos, desde represas hidroeléctricas hasta procedimientos de reducción de ruido. Al retirarse, Minor era un empleado de alto rango en el Departamento del Interior de Estados Unidos.

### Conferencia Internacional sobre la Biología de las Ballenas
La historia de Minor se volvió de interés público en 2018, cuando una fotografía de los asistentes a la conferencia apareció en Twitter. Sheila Minor era la única mujer en la foto grupal de la conferencia, y también la única persona etiquetada como "no identificada". Candace Jean Anderson, una artista y escritora de Salt Lake City, Utah, se encontró con la fotografía mientras investigaba un libro ilustrado sobre la Ley de Protección de Mamíferos Marinos. Ella subió dicha foto a Twitter para descubrir quién era la mujer no identificada, y el tuit se volvió viral. Más de 11,000 personas respondieron su tuit pidiendo ayuda, incluida Deborah Shapiro, del Instituto Smithsonian. La fotografía fue tomada en la Conferencia Internacional de 1971 sobre la Biología de las Ballenas. La conferencia contó con la participación de casi 40 científicos y conservacionistas internacionales, y fue coorganizada por Matilene Spencer Berryman y Suzanne Montgomery Contos, quienes también fueron descubiertas en la conversación de Twitter. La fotografía fue tomada por G. Carleton Ray, quien recordó el nombre de Minor, pero asumió que ella era una asistente administrativa. La historia de la "científica misteriosa de las ballenas" fue cubierta extensamente en los medios.